# Atletisme als Jocs Olímpics d'estiu de 1904 - salt d'alçada homes
El salt d'alçada masculí va ser una de les proves disputades durant els Jocs Olímpics de Saint Louis de 1904. La prova es va disputar el 29 d'agost de 1904 i hi van prendre part 6 atletes de tres nacions diferents.

## Medallistes
| Or           | Plata           | Bronze         |
| Samuel Jones | Garrett Serviss | Paul Weinstein |

## Rècords
Aquests eren els rècords del món i olímpic que hi havia abans de la celebració dels Jocs Olímpics de 1904.
| Rècord del Món | 1,97 metres (*) | Michael Sweeney | Nova York (USA) | 21 de setembre de 1895 |
| Rècord Olímpic | 1,90 metres     | Irving Baxter   | París (FRA)     | 15 de juliol de 1900   |

(*) no oficial

## Resultats

### Final
| Posició | Atleta          | Alçada |
| ------- | --------------- | ------ |
| Or      | Samuel Jones    | 1,80   |
| Plata   | Garrett Serviss | 1,77   |
| Bronze  | Paul Weinstein  | 1,77   |
| 4       | Lajos Gönczy    | 1,75   |
| 5       | Emil Freymark   |        |
| 6       | Ervin Barker    | 1.70   |